# Rattus turkestanicus
Rattus turkestanicus é uma espécie de roedor da família Muridae.
Pode ser encontrada nos seguintes países: Afeganistão, China, Índia, Irão, Quirguistão, Nepal e Paquistão.